# Architektura ČSSR
Architektura ČSSR byl odborný časopis vydávaný Svazem architektů ČSSR. Zaměřoval se na stavby, architekty, ale také třeba na výstavy. Mezi přispěvatele do periodika patřil například Karel Prager, Jiří Hrůza či Karel Honzík.